# إد هام
إد هام (بالإنجليزية: Ed Hamm)‏ هو منافس ألعاب قوى أمريكي، ولد في 13 أبريل 1906 في لونوكي في الولايات المتحدة، وتوفي في 25 يونيو 1982 في ألباني في الولايات المتحدة.

## وصلات خارجية
- إد هام على موقع أوليمبيديا (الإنجليزية)
- إد هام على موقع قاعة جورجيا للمشاهير الرياضية (مؤرشف) (الإنجليزية)